# قلعة صالح
قلعة صالح مدينة عراقية في قضاء قلعة صالح بمحافظة ميسان في جنوب العراق، على ضفاف نهر دجلة، في جنوب مدينة العمارة وبينهما 40 كيلومتراً، وسكانها عرب مسلمون، وفيها قليل من الصابئة مِن أشهرهم عبد الجبار عبد الله.
وقد سميت بهذا الاسم نسبة إلى الضابط صالح النجدي من عشيرة آل سعدون العراقية الذي أتى به العثمانيون في عهد الدولة العثمانية للسيطرة على العشائر الموجودة في المنطقة.
ويعد جامع قلعة صالح الكبير من المعالم التراثية فيها حيث انشأ وأسس عام 1868م، في عهد الدولة العثمانية مع تاريخ بناء القلعة، وامام الجامع مدرسة قلعة صالح الابتدائية، وهي من المباني التراثية، وقد تأسست المدرسة عام 1926م، من قبل القائد البريطاني ستانلي مود، كما يقع مرقد الامام عبد الله بن علي على بعد 11 كيلو متراً من القضاء ويتميز القضاء ببساتين النخيل الكثيرة، ومزارعه الصالحة للزراعة.

## التاريخ
كان اسمها ”الشطرة” ثم سُميت عام 1884 “شطرة العمارة” تمييزاً لها عن شطرة المنتفك شمال ذي قار، ثم سُمّيت “قلعة صالح” نسبة إلى مؤسسها "صالح سليمان النجدي" من آل السعدون بالعراق، وهو ضابط عثماني عربي عراقي من لواء المنتفق، ما زال معظم ذريته يسكنون بالناصرية وسوق الشيوخ، عيّنتهُ الدولة العثمانية لجمع الضرائب من العشائر المحلية المتمردة في عام 1866، وبعد أن تمكنت القوات العثمانية من السيطرة على المتمردين، قام صالح ببناء قلعة من الطين للحفاظ على السيطرة على المنطقة. وقال عباس العزاوي "كان أمير المنتفق عجيل السعدون، فخلفه صالح العيسى من السعدون أيضا وكان باني (قلعة صالح) سنة ١٢٦٩هـ - ١٨٥٢م"، اجتذبت المستوطنة المزيد من السكان وتوسعت بمرور الوقت حول القلعة، التي دمرت لاحقًا. بحلول عشرينيات القرن الماضي، كانت قلعة صالح بلدة صغيرة تطورت على جانبي قناة الكرمة. في منتصف الثلاثينيات، جفت القناة وأصبحت محور التجارة الرئيسي للمدينة، شارع الكرمة، الذي كان يمكن العثور فيه على التجار وصائغي الذهب والفضة والنجارين والحدادين. في ذلك الوقت، كانت البلدة تتألف من خمسة أحياء: الأمير، الغدير، الكرمة، الشهداء، والزهرة. لا تزال بعض المباني التقليدية ذات الأعمدة الخشبية قائمة، رغم أنها في حالة سيئة. المسجد الكبير في قلعة صالح، الذي بُني في عام 1868 خلال العهد العثماني، هو أحد المعالم التراثية المهمة في المدينة.
كانت قلعة صالح تقليديًا مركزًا للتعليم للمندائيين خلال التسعينيات. ومع ذلك، بعد غزو العراق في عام 2003، هاجر العديد من المندائيين من العراق، ولم يتبق الكثير منهم في قلعة صالح.

### أحياؤها
كان بقلعة صالح أربعة أحياء، حي السليمانية وكان أولاً غالب سكانه من اليهود والصابئة والمسيحيين، اشتملت السليمانية على مسجد الرسول الأعظم الذي أُنشئ سنة 1866 في عهد الوالي العثماني عاصم باشا، وكان به كذلك المدرسة العثمانية والسراي الحكومي، وبالسليمانية مرتفعات موقع معركة المذار، بقيادة الصحابي خالد بن الوليد. والحي الثاني حي الحسينية والثالث حي الغربية وكان يسكنهما المسلمون، وحي الحرية سكَنَه الصابئة.

## الديموغرافيا
تتكون البلدة بشكل رئيسي من الشيعة، لكنها تضم مجتمعًا مندائيًا كبيرًا، ومجتمعًا يهوديًا سابقًا. مثل العديد من المدن الريفية الصغيرة في العراق، التي تعتمد على الاقتصاد الزراعي، تعاني قلعة صالح من حركات سكانية غير قابلة للتوقف نحو المراكز الاقتصادية الإقليمية. منذ منتصف الخمسينيات، هاجرت العديد من الأسر إلى العمارة وبغداد والبصرة بحثًا عن فرص أفضل. أدت الظروف المعيشية المتدهورة وحرمان الفلاحين، والأمراض المستوطنة، ومشاريع الري المهملة، وزيادة ملوحة التربة بمرور الوقت إلى تقليل إنتاجية الأراضي الزراعية. اليوم، دفع انخفاض العائدات من الأنشطة الزراعية المزارعين – وخاصة الشباب – لترك أراضيهم بحثًا عن عمل في المدن. في عام 2016، قدرّت مديرية التخطيط أن عدد سكان قلعة صالح كان 37,958 نسمة. وتقدّر إحصائيات بلدية قلعة صالح عدد السكان بـ 40,000 نسمة، مع متوسط حجم الأسرة 7.7، وهو أعلى من المتوسط الوطني.

## الصناعات
أنشأت البلدية منطقة صناعية مخصصة في جنوب المدينة. بحلول عام 2017، طُوِّرَت جزئيًا فقط.

## السياحة والأنشطة الترفيهية
في تموز/يوليو 2013، وافق مجلس الوزراء العراقي على تخصيص الأهوار الوسطى في العراق كأول حديقة وطنية في البلاد، كجهد مشترك بين وزارة الموارد المائية العراقية، ووزارة البيئة، ووزارة البلديات، بدعم من منظمة "طبيعة العراق" وهي منظمة بيئية عراقية. على الرغم من التوقعات، لم تتم الموافقة على الحديقة الوطنية المخطط لها بعد من قبل مجلس الوزراء. في يناير 2014، تم ترشيح "أهوار جنوب العراق والمناظر الطبيعية المتبقية للمدن الرافدية" بنجاح للتسجيل في قائمة التراث العالمي. تغطي الترشيحات منطقة شاسعة، تمتد بين محافظات المثنى وذي قار وميسان. وتشمل الأهوار الحويزة والأهوار الوسطى، التي تقع تحت ولاية محافظة ميسان. منذ الترشيح، شهدت الأهوار زيادة كبيرة في عدد الزوار المحليين والباحثين وعشاق الطبيعة. استفاد السكان المحليون من هذا التدفق من الزوار، حيث قدموا رحلات مثيرة بالقوارب السريعة أو "المشحوف"، لزيارة "المضيف"، وهو الفضاء الاحتفالي التقليدي ومنازل القصب. وفقًا للسلطات المحلية، منذ عام 2016، جذبت الأهوار حوالي 150 زائرًا وسائحًا شهريًا، ولكن في ذروة فصول الشتاء والربيع يمكن أن تصل إلى 150 في الأسبوع. ومع ذلك، كانت المكاسب من قطاع السياحة محدودة جدًا بسبب قلة أماكن الإقامة المحلية، وسوء إمكانية الوصول، ونقص المعلومات و/أو الجولات المنظمة.